# Koning Karelland
Koning Karelland (Noors: Kong Karls Land) is een archipel in Spitsbergen en in de Barentszzee. De archipel bestaat uit drie eilanden, namelijk Svenskøya, Kongsøya en Abeløya. Alle eilanden bij elkaar hebben een oppervlakte van 331 km², waarvan Kongsøya met zijn 195 km² het grootste is.
Koning Karelland is ontdekt door de schipper Erik Eriksen in 1853 en vernoemd naar Karel I van Württemberg. Hij zag de archipel liggen vanaf een berg op Edgeøya. Erik Eriksen was ook de eerste persoon die naar Kong Karls Land voer, namelijk in 1859. De archipel vormt een onderdeel van het Natuurreservaat Noordoost-Spitsbergen.